# Rugby Africa Silver Cup 2018
La Rugby Africa Silver Cup del 2018 es la segunda edición después de la reorganización de la Africa Cup. Son 6 los equipos que participan, divididos en 2 grupos de 3 selecciones cada uno.

## Equipos participantes
| - Selección de rugby de Argelia (Les Lionceaux) - Selección de rugby de Costa de Marfil (Éléphants) - Selección de rugby de Senegal (Lions de la Téranga) | - Selección de rugby de Botsuana (The Vultures) - Selección de rugby de Madagascar (Les Makis) - Selección de rugby de Zambia |

## Grupo Norte
Los partidos del grupo Norte se llevaron a cabo en el Stade Alain Coulon de Toulouse, Francia.

### Posiciones
| Pos. | Equipo          | Encuentros | Encuentros | Encuentros | Encuentros | Tantos  | Tantos    | Tantos     | Puntos Bonus | Puntos Totales |
| Pos. | Equipo          | jugados    | ganados    | empatados  | perdidos   | a favor | en contra | diferencia | Puntos Bonus | Puntos Totales |
| ---- | --------------- | ---------- | ---------- | ---------- | ---------- | ------- | --------- | ---------- | ------------ | -------------- |
| 1    | Argelia         | 2          | 2          | 0          | 0          | 45      | 31        | + 14       | 0            | 8              |
| 2    | Costa de Marfil | 2          | 1          | 0          | 1          | 38      | 44        | - 6        | 0            | 4              |
| 3    | Senegal         | 2          | 0          | 0          | 2          | 39      | 47        | - 8        | 2            | 2              |

Nota: Se otorgan 4 puntos al equipo que gane un partido y 2 al que empate
Puntos Bonus: 1 punto por convertir 4 tries o más en un partido y 1 al equipo que pierda por no más de 7 tantos de diferencia
|  | Clasifica a la final |

### Resultados

#### Primera fecha
| 8 de julio | Argelia | 22 - 18 | Senegal | Stade Alain Coulon, Toulouse, Francia |                              |
|            |         | Reporte |         | Asistencia: 300 espectadores          | Asistencia: 300 espectadores |

#### Segunda fecha
| 11 de julio | Costa de Marfil | 25 - 21 | Senegal | Stade Alain Coulon, Toulouse, Francia |                              |
|             |                 | Reporte |         | Asistencia: 100 espectadores          | Asistencia: 100 espectadores |

#### Tercera fecha
| 14 de julio | Argelia | 23 - 13 | Costa de Marfil | Stade Alain Coulon, Toulouse, Francia |                              |
|             |         | Reporte |                 | Asistencia: 300 espectadores          | Asistencia: 300 espectadores |

## Grupo Sur
Los partidos del grupo Sur se llevaron a cabo en las instalaciones de Mufulira Rugby Club de Mufulira, Zambia.

### Posiciones
| Pos. | Equipo     | Encuentros | Encuentros | Encuentros | Encuentros | Tantos  | Tantos    | Tantos     | Puntos Bonus | Puntos Totales |
| Pos. | Equipo     | jugados    | ganados    | empatados  | perdidos   | a favor | en contra | diferencia | Puntos Bonus | Puntos Totales |
| ---- | ---------- | ---------- | ---------- | ---------- | ---------- | ------- | --------- | ---------- | ------------ | -------------- |
| 1    | Zambia     | 2          | 1          | 0          | 1          | 63      | 42        | + 21       | 1            | 9              |
| 2    | Madagascar | 2          | 2          | 0          | 0          | 93      | 49        | + 44       | 2            | 6              |
| 3    | Botsuana   | 2          | 0          | 0          | 2          | 31      | 96        | - 65       | 0            | 0              |

Nota: Se otorgan 4 puntos al equipo que gane un partido y 2 al que empate
Puntos Bonus: 1 punto por convertir 4 tries o más en un partido y 1 al equipo que pierda por no más de 7 tantos de diferencia
|  | Clasifica a la final |

### Resultados

#### Primera fecha
| 8 de julio | Botsuana | 13 - 32 | Zambia | Mufulira Rugby Club, Mufulira, Zambia |                               |
|            |          | Reporte |        | Asistencia: 1000 espectadores         | Asistencia: 1000 espectadores |

#### Segunda fecha
| 11 de julio | Botsuana | 18 - 64 | Madagascar | Mufulira Rugby Club, Mufulira, Zambia |  |
|             |          | Reporte |            |                                       |  |

#### Tercera fecha
| 14 de julio | Madagascar | 29 - 31 | Zambia | Mufulira Rugby Club, Mufulira, Zambia |  |
|             |            | Reporte |        |                                       |  |

## Final
| 20 de octubre 13:00 | Zambia | 0 - 31  | Argelia |  |  |
|                     |        | Reporte |         |  |  |

| Bandera de Argelia            |
| Campeón de Silver Cup Argelia |
| Primer título                 |